# Эни (буква)
Эни (ე, груз. ენი) — пятая буква грузинского алфавита.

## Использование
В грузинском языке обозначает звук [ɛ]. Числовое значение в изопсефии — 5 (пять).
Также используется в грузинском варианте лазского алфавита, используемом в Грузии. В латинице, используемой в Турции, ей соответствует e.
Ранее использовалась в абхазском (1937—1954) и осетинском (1938—1954) алфавитах на основе грузинского письма, после их перевода на кириллицу в обоих случаях была заменена на е.
Во всех системах романизации грузинского письма передаётся как e. В грузинском шрифте Брайля букве соответствует символ ⠑ (U+2811).

### Грамматика
- Эг, эс — указательное местоимение «это».

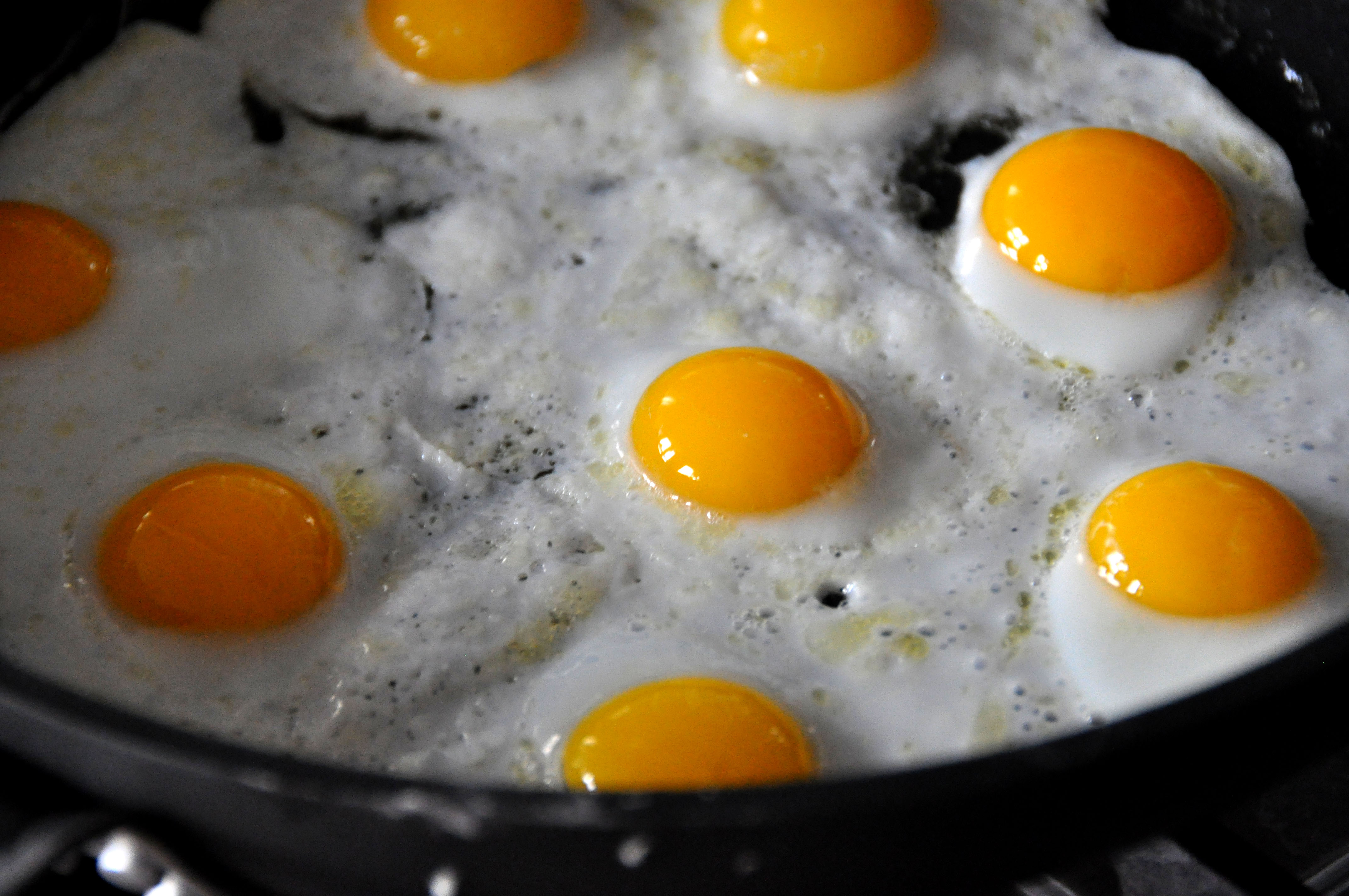
ერბოკვერცხი (ербокверцхи) - яичница

## Написание
| Асомтаврули | Нусхури | Мхедрули |
| ----------- | ------- | -------- |
|             |         |          |

## Кодировка
Эни асомтаврули и эни мхедрули включены в стандарт Юникод начиная с самой первой его версии (1.0.0) в блоке «Грузинское письмо» (англ. Georgian) под шестнадцатеричными кодами U+10A4 и U+10D4 соответственно.
Эни нусхури была добавлена в Юникод в версии 4.1 в блок «Дополнение к грузинскому письму» (англ. Georgian Supplement) под шестнадцатеричным кодом U+2D04; до этого она была унифицирована с эни мхедрули.
Эни мтаврули была включена в Юникод в версии 11.0 в блок «Расширенное грузинское письмо» (англ. Georgian Extended) под шестнадцатеричным кодом U+1C94.